# 절부전주원씨정려각
절부전주원씨정려각은 대한민국 전북특별자치도 장수군 산서면 백운리에 있는 정려이다. 2017년 11월 17일 장수군의 향토문화유산 제16호로 지정되었다.

## 개요
절부전주원씨정려각은 조선 중기 유학자인 박이항의 처 전주원씨가 1598년(선조31년)에 명정을 받았으며 중수기 등에서 1710년, 1933년에 중수하였다고 전해진다. 절부전주원씨정려각은 명정연대가 비교적 빠른편이며 관련 인물로 볼 때 역사적 가치가 크다. 그리고 중수 기록등도 잘 남아있어 조선시대 정표정책을 이해할 수 있는 사료적인 가치가 높다.